# Сундсвал (община)
Община Сундсвал (на шведски: Sundsvalls kommun) е разположена в лен Вестернорланд, североизточна централна Швеция с обща площ 3473 km2 и население 96 978 души (към 31 декември 2013). Административен център на община Сундсвал е едноименният град Сундсвал.